# Fastlife
Fastlife é o álbum de estreia do cantor norte-americano Joe Jonas, lançado em 11 de outubro de 2011 através da Hollywood Records. O álbum é o primeiro lançamento oficial de Joe desde Jonas Brothers. Conseqüentemente, o conteúdo de Fastlife marca uma mudança na direção musical do pop-rock de Jonas Brothers para um trabalho com influências de gêneros urbanos, electro-pop e R&B. FastLife tem características de uma série de produtores aclamados, entre eles Rob Knox, Danja, Kennedy Brian, entre outros. O lançamento da obra foi precedido pelos singles "See No More", "Just In Love" e "All This Time". Fastlife alcançou a 15ª  posição da Billboard 200 vendendo cerca de dezenove mil cópias.

## Conceito e capa
"Quando comecei a escrever para o registro, eu queria que fosse muito pessoal... apesar de ser assustador, porque é só por mim. As pessoas vão ouvir e tentar identificar o que as letras são e sobre o quê, mas eu fiz o meu melhor sem dizer nomes."
-Joe Jonas diz no EUA hoje sobre o conceito e inspiração do álbum.

Jonas explicou o título do álbum, FastLife, dizendo: "Eu acho que minha vida tem sido tão louca e ocupada desde o ano passado, e eu meio que queria mostrar às pessoas um pouco mais do que minha vida é, de modo que tem sido uma experiência divertida". Ele descreveu FastLife como um "registro otimista". De acordo com ele, a diferença entre as músicas feito com seus irmãos e as canções em seu álbum solo é que eles são "mais urbano com elementos de música eletrônica".

## Critica e Recepção
| Críticas profissionais | Críticas profissionais |
| Pontuações agregadas   | Pontuações agregadas   |
| Fonte                  | Avaliação              |
| ---------------------- | ---------------------- |
| Metacritic             | 77/100                 |
| Avaliações da crítica  |                        |
| Fonte                  | Avaliação              |
| Allmusic               | [ 6 ]                  |
| Boston Globe           | (mista)                |
| Entertainment Weekly   | (B)                    |
| Slant Magazine         | [ 9 ]                  |
| Washington Post        | (favorecida)           |

FastLife recebeu críticas geralmente favoráveis, recebendo uma média de 77/100 no Metacritic, que se baseou em cinco opiniões de publicações de páginas especializadas na área da música.

## Lista de faixas
| Edição padrão  |                                      |                                                            |         |  |
| N.º            | Título                               | Compositor(es)                                             | Duração |  |
| 1.             | "All This Time"                      | Joe Jonas, Nathaniel Hills, Kevin Cossom, Marcella Araica  | 04:32   |  |
| 2.             | "Just In Love"                       | Jonas, Robin Tardoss, James Fauntleroy II, LaShawn Daniels | 04:00   |  |
| 3.             | "See No More"                        | Jonas, Brian Kennedy, Chris Brown                          | 02:59   |  |
| 4.             | "Love Slayer"                        | Jonas, Hills, Cossom, Araica                               | 04:14   |  |
| 5.             | "Fastlife"                           | Jonas, Tardoss, Fauntleroy II, Daniels                     | 04:06   |  |
| 6.             | "Make You Mine"                      | Jonas, Hills, Claude Kelly, Araica                         | 03:43   |  |
| 7.             | "Sorry"                              | Jonas, Tardoss, Fauntleroy II, Daniels, Nuno Bettencourt   | 03:19   |  |
| 8.             | "Kleptomaniac"                       | Tiffany Fred, Adonis Shropshire                            | 04:28   |  |
| 9.             | "Not Right Now"                      | Jonas, Hills, Cossom, Araica, James Washington             | 03:34   |  |
| 10.            | "Take It and Run"                    | Hills, Cossom, Araica, Danja                               | 03:43   |  |
| 11.            | "Lighthouse"                         | Chauncey Hollis, Brown, Kevin MCcall                       | 04:00   |  |
| 12.            | "Just in Love (featuring Lil Wayne)" | Jonas, Tardoss, Fauntleroy II, Daniels, Dwayne Carter      | 03:55   |  |
| Duração total: | Duração total:                       | Duração total:                                             | 46:33   |  |

## Desempenho nas paradas musicais
| Parada musical (2011)           | Peak Position |
| ------------------------------- | ------------- |
| Portugal Albums Chart           | 4             |
| Argentinian Albums Chart        | 5             |
| Mexican Albums Chart            | 8             |
| Spain Albums Chart              | 9             |
| Brazil Albums Chart             | 11            |
| Italian Albums Chart            | 12            |
| United States                   | 15            |
| Canadian Albums Chart           | 23            |
| Belgian Albums Chart (Flanders) | 42            |
| Belgian Albums Chart (Wallonia) | 54            |
| France Albums Chart             | 75            |
| Dutch Albums Chart              | 85            |
| UK Albums Chart                 | 99            |